# Irmtraud Tarr
Irmtraud Tarr, geboren als Irmtraud Wille (* 1950 in Lörrach), ist eine deutsche Konzertorganistin, Autorin und Psychotherapeutin.

## Leben
Tarr belegte ein Studium der Musik und Theologie. Anschließend war sie als Lehrerin tätig und ließ sich in Basel und Genf zur Konzertorganistin ausbilden. Ab 1984 begann sie eine Ausbildung zur Psychotherapeutin. 1987 promovierte sie an der Universität Hamburg zur Dr. phil.  
Tarr arbeitet als Psychotherapeutin und Musiktherapeutin in Rheinfelden. Ab 2014 war sie Professorin für „Performance Science“ an der Universität Mozarteum Salzburg. An der Internationalen Musikakademie Liechtenstein war Tarr 2018 als Dozentin tätig.
Sie erhielt mehrere Kulturpreise und 2003 die Verdienstmedaille der Stadt Rheinfelden. Als erste Bürgerin der Stadt Rheinfelden wurde Tarr 2016 mit der Staufermedaille des Landes Baden-Württemberg ausgezeichnet.
Ab 1980 spielte Tarr im Duo mit dem Trompeter und Musikwissenschaftler Edward H. Tarr (1936–2020), mit dem sie in zweiter Ehe verheiratet war. Sie musiziert auch mit dem Kontrabassisten Andreas Cincera. Weiterhin tritt sie im Duo mit Claudia Olma als Schauspielerin mit Riesenpuppen auf. 
Als Autorin veröffentlichte Tarr bisher über 34 Fach- und Sachbücher, die in verschiedenen Sprachen erschienen sind.
Irmtraud Tarr lebt im Ortsteil Eichsel von Rheinfelden.

## Ehrungen
- 2003: Verdienstmedaille der Stadt Rheinfelden
- 2016: Staufermedaille des Landes Baden-Württemberg

## Publikationen (Auswahl)

### Bücher
- Trösten – der Seele gut zu. Herder.
- Trostpflaster für die Seele. Herder.
- Lampenfieber. Kreuz, Asanger.
- Die magische Kraft der Beachtung. Herder.
- So zähmen Sie ein Stachelschwein. Vom Umgang mit schwierigen Menschen. Herder.
- Das Donald Duck-Prinzip – Scheitern als Chance für ein neues Leben. Gütersloher.
- Rapunzel. Das Wunschkind wird verraten und findet trotzdem sein Glück. Herder.
- Leben macht Sinn. Kreuz.
- Lob der Herzensbildung. Gütersloher.
- Loslassen – die Kunst, die vieles leichter macht. Herder.
- Fest wie ein Stein oder sich selbst treu. Herder.
- Lebe deine eigene Melodie. Gütersloher.
- Eigensein entdecken. Gütersloher.
- Vom Zauber der Freundschaft. Gütersloher.
- Was rettet. Neu leben lernen nach Verlusten. Patmos.

### Tondokumente
- Tierliches und Zierliches.
- Festliches Konzert aus dem Dom zu Riga.
- G. F. Händel, Drei verzierte Orgelkonzerte.
- Johann Ludwig Krebs, Orgelwerke.
- Irmtraud Krüger spielt Lefébure-Wély.
- Lusitanische Orgelmusik.
- Italienische Meisterwerke für Orgel und Trompete.
- Die Silbertrompeten von Lissabon und Lusitanische Orgelmusik. Trompeten-Ensemble Edward Tarr/Irmtraud Tarr.
- Irmtraud Tarr spielt Orgelwerke von Sebastián Aguilera de Heredia.
- Stanley Weiner con Organo Obbligato.
- Programm-Musik an der Orgel in Mariastein.
- Spanish Golden Age Music for Trumpet and Organ.